# Eupetersia subcoerulea
Eupetersia subcoerulea är en biart som beskrevs av Gregory B. Pauly 1981. Eupetersia subcoerulea ingår i släktet Eupetersia och familjen vägbin. Inga underarter finns listade i Catalogue of Life.